# Cotylocara macei
Cotylocara macei era un odontoceto del Oligoceno (aproximadamente 28 millones de años) de Carolina del Sur. Tenía varias características sugestivas de ecolocalización: una tribuna densa, gruesa y baja; bolsa de aire; asimetría craneal y maxilares excepcionalmente anchos.

## Análisis filogenético
El análisis filogenético ubica a Cotylocara en un clado basal de odontocetos, lo que lleva a inferir que una forma rudimentaria de ecolocalización evolucionó en el Oligoceno temprano, poco después de que los odontocetos divergieran de los antepasados de las ballenas que se alimentaban por filtración (misticetos). Esto fue seguido por la ampliación de los músculos faciales que modulan las llamadas de ecolocalización, lo que a su vez llevó a cambios marcados y convergentes en la forma del cráneo en los antepasados de Cotylocara, y en el linaje que conduce a los odontocetos existentes.

## Evolución
El cráneo de Cotyolocara es claramente asimétrico, y es el más asimétrico de cualquier odontoceto del oligoceno. La asimetría se produce en varios lugares del cráneo incluyendo: toda la cara se retuerce en sentido contrario a las agujas del reloj cuando se observa de frente, las cuencas del seno del lado derecho e izquierdo del rostro son de tamaños muy diferentes y las suturas entre los huesos pareados del cráneo se desplazan hacia la izquierda, en lugar de centrarse. Todos los cetáceos vivos tienen caras asimétricas, y en la mayoría de los casos la asimetría también se refleja en el cráneo. El significado funcional de la asimetría no está claro; algunos han sugerido que puede estar involucrado en la producción de vocalizaciones complejas para la ecolocalización, otros piensan que puede conducir a una mejor audición para la ecolocalización, y un estudio sugirió que puede permitir que una presa más grande pueda ser tragada entera.

## Locomoción
No se han encontrado los miembros anteriores y la cola de Cotylocara, por lo que hay poca evidencia de cómo se movió a través del agua. Hay amplias pruebas que sugieren que para este momento, todos los cetáceos tenían una cola plana, miembros anteriores como aletas, y probablemente, miembros anteriores vestigial en la pared del cuerpo.